# Phillip Mathiesen
Phillip Leveaux Mathiesen (født 1. marts 2003 i Valby) er en cykelrytter fra Danmark, der kører for CO:PLAY-Giant Store.
Ved EM i banecykling 2021 for juniorer blev Mathiesen europamester i scratch.